# Pietro degli Ingannati
Pietro degli Ingannati (Venezia, circa 1510 – Venezia, circa 1550) è stato un pittore italiano.

## Biografia

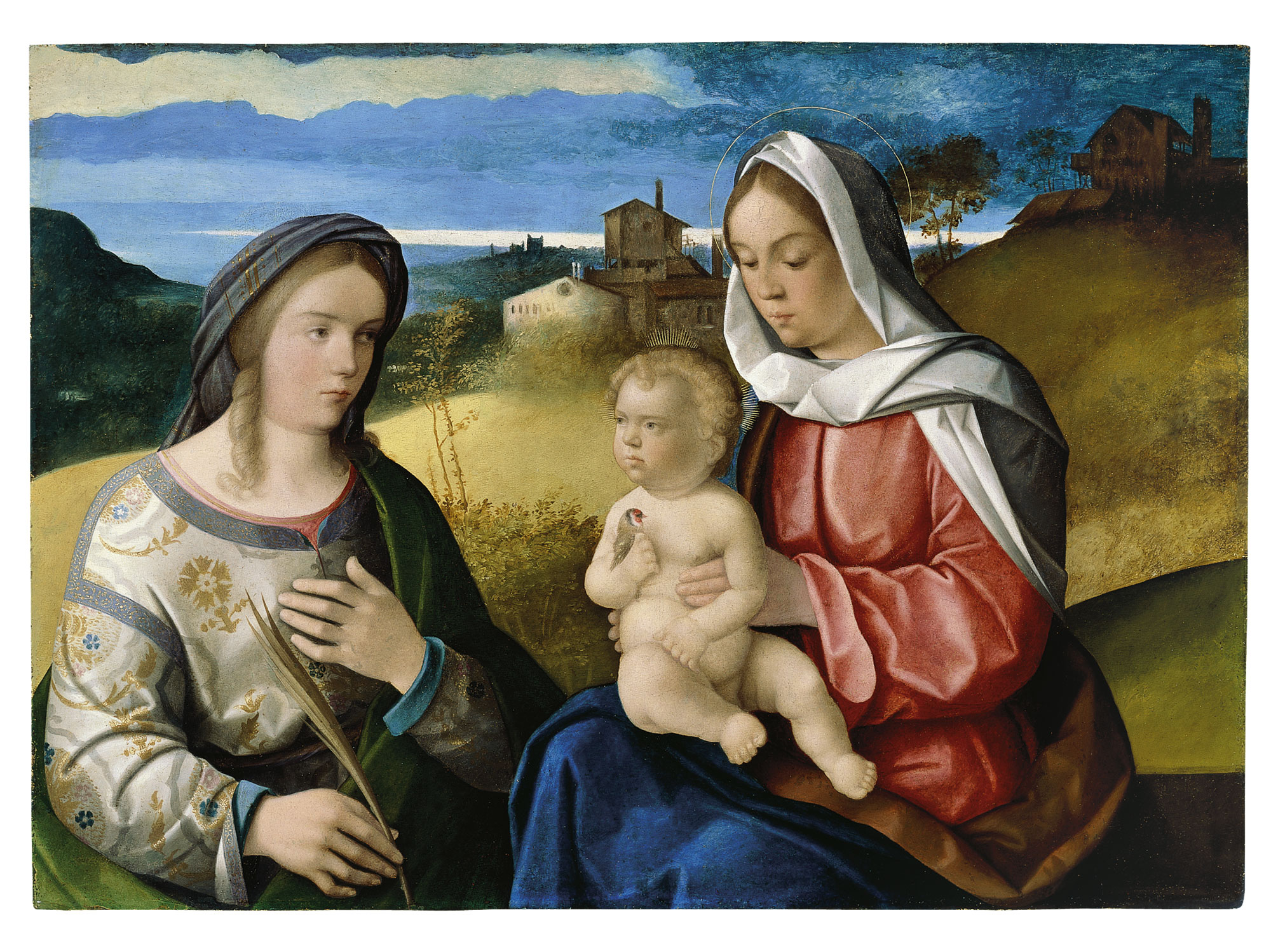
La Madonna con Bambino e Santa Agnese, circa 1523, Museo Thyssen-Bornemisza

Pietro degli Ingannati si ispirò a Giovanni Bellini, approfondì le sue conoscenze sotto la guida di Francesco Bissolo, e nell'ultima sua fasa creativa si avvicinò allo stile di Jacopo Palma il Vecchio.
Una delle sue rare opere firmate e aventi presente anche la data di ultimazione del lavoro, è una Sacra Famiglia con i Santi Caterina e Giovanni Battista (1548), ancora influenzata per alcuni elementi artistici dal maestro Bissolo, ma meno esaustiva e dettagliata nel paesaggio.
Tra le altre opere si segnala la Giovane donna in figura di martire, anch'essa firmata e conservata all'Art Museum di Portland, di ispirazione palmesca e un Ritratto di giovane barbuto in una nicchia, che evidenzia elementi in comune con Bernardino Licinio, dai piccoli occhi rotondi alla caratterizzazione di un volto tondeggiante e barbuto.
Usando come punto di partenza queste due opere, i critici d'arte hanno assegnato varie attribuzioni a Pietro degli Ingannati, tra le quali vi è una Sacra Conversazione, impreziosita dal paesaggio e per la pregevolezza di una figura di una Santa; altra attribuzione una Madonna con il Bimbo e la Maddalena, che si fa apprezzare non solo per il paesaggio ma anche per le luminose figure femminili.

## Opere
- Sacra Famiglia con i Santi Caterina e Giovanni Battista (1548);
- Giovane donna in figura di martire;
- Ritratto di giovane barbuto in una nicchia;
- Sacra Conversazione;
- Madonna con il Bimbo e la Maddalena.